# Ancylistes berdanii
Ancylistes berdanii är en svampart som beskrevs av Sparrow 1955. Ancylistes berdanii ingår i släktet Ancylistes och familjen Ancylistaceae.   Inga underarter finns listade i Catalogue of Life.